# Maison, 12 rue Bragous
La maison, 12 rue Bragous est une maison d'habitation urbaine située à Bazas, en France.

## Localisation
La maison est située dans le département français de la Gironde, sur la commune de Bazas, en centre-ville, au no 12 de la rue Bragous, une voie étroite qui relie la place de la Cathédrale au cours du Maréchal Joffre.

## Historique
Construit vers la fin du XVe siècle ou le début du XVIe, l'immeuble, qui comporte deux étages, recèle des salles voûtées d'ogives et des cheminées et est inscrit au titre des monuments historiques par arrêté du 9 septembre 1997 en totalité.